# Інститут гірничої справи імені Олександра Скочинського
Інститу́т гірни́чої спра́ви і́мені О. О. Скочи́нського (рос. Институт горного дела им. А. А. Скочинского) — розташований у м. Люберці Московської області, Росія. Створений в 1927.
Станом на 2004 p., Інститут є Національним науковим центром (ННЦ) гірничого виробництва Росії. Організаційно-правова форма — федеральне державне унітарне підприємство. Відомча підпорядкованість — Міністерство промисловості і енергетики РФ, Російська академія наук. На 2004 р. в Інституті працює близько 1000 чол.

## Напрямки діяльності
Основний науковий напрям — проблеми теоретичного переоснащення підземної і відкритої розробки вугільних та сланцевих родовищ, прогноз науково-технічного розвитку вугільної промисловості.
Напрями діяльності:
- нові технології підземної і відкритої розробки родовищ;
- властивості гірських порід, способи і засоби їх руйнування;
- гірничі машини і енергоустаткування;
- безпека гірничих робіт;
- збагачення і брикетування вугілля;
- сертифікація обладнання.

Серед найбільш значущих розробок останніх років — * нове екскаваційне обладнання — кранлайни, що поєднують в собі переваги драґлайнів і одноковшових екскаваторів,
- технологічні схеми і технічні засоби обробки пластових родовищ короткими лавами (комплекси КМКЛ),
- буровий комплекс К6 112 для буріння направлених дегазаційних свердловин,
- прохідницький комплекс для проведення підняттєвих виробок суцільним вибоєм,
- комп'ютерні комплекси автоматизованого сейсмічного прогнозу газодинамічних явищ,
- енергоустаткування підвищених експлуатаційних властивостей,
- автоматизовані комплекси для брикетування,
- термоаеродинамічні класифікатори і прилади контролю якості вугілля,
- ряд продуктів вуглепереробки (вуглелужні реагенти, ґранульований порошок).

ННЦ ГВ — ІГС ім. О. О. Скочинського розгортає співпрацю з науково-дослідними організаціями, промисловими компаніями і фірмами провідних гірничодобувних країн світу — Німеччини, США, Китаю, Великої Британії, Польщі, Ірану й інш.

## Структура
У кінці XX ст. в складі інституту було: 11 наук. відділень і 8 відділів, що включають 125 лабораторій і секторів; є аспірантура.
Крім того, ряд лабораторій не входять до складу відділень, будучи самостійними. Його науковий потенціал визначають академік і член-кореспондент Російської академії наук, 27 докторів і 97 кандидатів технічних наук.
ННЦ ГВ — ІГС ім. О. О. Скочинського має ліцензії Держгіртехнагляду Росії, що надають Центру і його дочірнім підприємствам і філіалам такі права:
- проектування гірничих, нафтохімічних і інших вибухопожежонебезпечних і шкідливих виробництв;
- проведення експертиз з видачею висновків по безпеці продукції.

Центр має ліцензію Держкомекології Росії:
- на розробку нормативів гранично допустимих викидів забруднюючих речовин (включаючи радіоактивні), розміщення відходів і допустимих рівнів впливу на природне середовище;
- обґрунтування лімітів природокористування.